# إيمري ديمير
إيمري ديمير (مواليد 15 يناير 2004) هو لاعب كرة قدم تركي يلعب في مركز الوسط في نادي كايسري سبور.